# Щиток (геральдика)

Появление в гербе щитка из герба матери

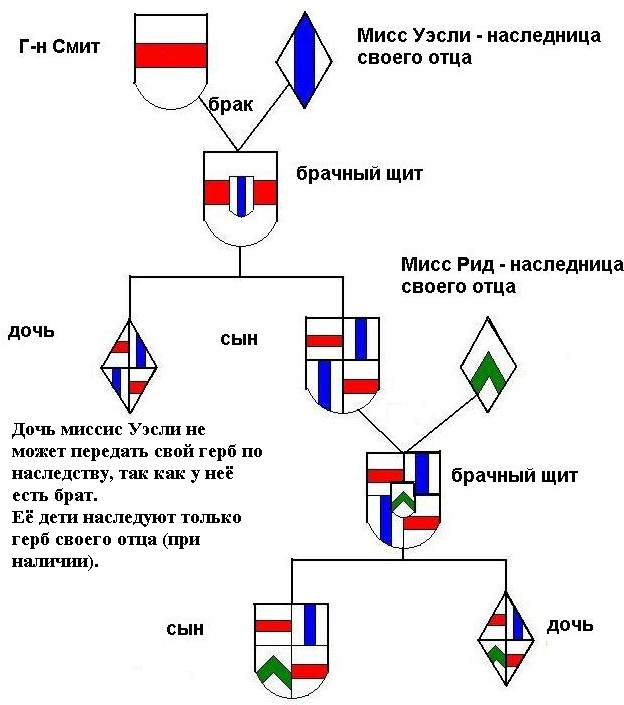
Щитки и простое счетвертение герба в английской геральдике

Щито́к (фр. écusson) — элемент герба. Является простой геральдической фигурой. Как правило один щиток может располагается на гербе в центре щита, однако герб может содержать и несколько щитков.

## Значение в геральдике
Имеет прочтение, отличное в разных традициях. Так, в Англии и Уэльсе щиток притязания появляется в случае заключения брачного союза с наследницей-женщиной, из семьи, не имеющей наследника мужского пола. Таким образом, муж становится «претендентом» на роль главы рода по линии жены. Дети, рождённые в таком браке, обладают правом использовать герб своей матери в качестве четверти. Брак с женщиной, не имеющей герба, указывался пустым щитком или совмещением.
В Шотландии щиток предназначается для самого важного феодального поместья, как правило, давшего титул своему владельцу.
В Германии, Австрии и Скандинавии сердцевой щиток сохраняет изначальный герб семьи, а четверти предназначены для гербов, описывающих поместья и рода, внесшие свой вклад в семейное имение.